# Graveyard
A Graveyard svéd hard/pszichedelikus/blues/okkult rock együttes. 2006-ban alakultak Göteborg városában. 2016-ban feloszlottak, majd egy évvel később, 2017-ben újból összeálltak. Hisingen Blues (2011) és Peace (2018) című albumaik megjelenésükkor vezették a svéd lemezeladási listát.

## Tagok
- Joakim Nilsson – gitár, ének
- Jonatan Larocca-Ramm – gitár, ének
- Truls Mörck – basszusgitár, ének
- Oskar Bergenheim – dob

Korábbi tagok
- Rikard Edlund – basszusgitár
- Axel Sjöberg – dob

## Diszkográfia
- Graveyard (2007)
- Hisingen Blues (2011)
- Lights Out (2012)
- Innocence & Deliverance (2015)
- Peace (2018)

## Egyéb kiadványok
- "Ancestors / Graveyard" (split lemez, 2009)
- "Hisingen Blues" (kislemez, 2011)
- "Goliath" (kislemez, 2012)